# 西鉄バス久留米・京町支社
西鉄バス久留米・京町支社（にしてつバスくるめ きょうまちししゃ）は西日本鉄道の子会社である西鉄バス久留米のバス営業所の一つ。主に福岡県久留米市中心部を運行する路線と久留米～福岡空港線の高速バスを担当する。西日本鉄道京町第二自動車営業所を併設しており、西鉄本体から高速バス路線の管理委託を受けている。

## 沿革
- 2021年（令和3年）3月13日 - 久留米市内線を久留米第二営業所より一部移管。
- 2023年（令和5年）4月1日 - 久留米市内線の管理委託を解除。

## 主要ターミナル
- 西鉄久留米バスセンター
- JR久留米駅
- 大学病院

そのほか、西鉄系列他社のバスターミナルにも乗り入れる。

## 管轄路線
2021年3月13日現在の路線（太字は終点・始発停留所）

### 福岡空港 - 久留米線
- 高速

縄手 - JR久留米駅 - 市役所前 - 六ツ門 - 西鉄久留米 - 文化センター前 - 十三部 - 千本杉 - 久留米インター南 - 宮の陣 - 高速基山 - 筑紫野 - 福岡空港

### PayPayドーム臨時
- 高速 [臨時]

縄手 - JR久留米駅 - 市役所前 - 六ツ門 - 西鉄久留米 - 文化センター前 - 十三部 - 千本杉 - 久留米インター南 - 宮の陣 - 高速基山 - 筑紫野 - PayPayドーム
- 西鉄バス大牟田との共同運行。プロ野球公式戦や大規模コンサートがPayPayドームで開催される場合に運行される。PayPayドーム行きは、PayPayドームまでのすべての停留所が乗車のみ扱い。久留米方面行きは、PayPayドームのみ乗車可能。

### 久留米市内線
以下の路線は2021年3月13日より久留米第二営業所（現：西鉄バス久留米御井町支社）と共管となった。各路線の詳細は西鉄バス久留米・御井町支社 を参照。
- 1: 西鉄久留米- 五穀神社前 - 文化センター前  - 千本杉 - 久留米大学前 - 矢取 - 信愛学院
- 5: 西鉄久留米→五穀神社前→青少年科学館前→百年公園→ゆめタウン久留米→Tジョイ・ゆめタウン入口→百年公園→青少年科学館前→五穀神社前→西鉄久留米
- 6: 西鉄久留米 - 広又 - 花畑 - 西町 - 附属校前 - 十二軒屋 - 津福今町
- 7: JR久留米駅→荘島→六ッ門・シティプラザ前→西鉄久留米 - 五穀神社前 - 文化センター前 - 十三部 - 船塚 - 競輪場口 - 附設高校前 - 久留米大学前 - 矢取 - 信愛学院
- 18→8→1: JR久留米駅 - 大学病院 - 高専前 - 大学病院 - 市役所前 - 六ツ門・シティプラザ前 - 西鉄久留米 - （1と同経路） - 信愛学院
- 9-1: 西鉄久留米 - 五穀神社前 - 文化センター前 - 十三部 - 千本杉 - 久留米大学前 - 御井町 - 矢取 - 大学稲荷前 - 竹の子

### 久留米 - 吉井線
以下の路線は、西鉄バス久留米・吉井支社との共管。
- 20: JR久留米駅 - 荘島 - 六ツ門 - 西鉄久留米 - 文化センター - 千本杉 - 善導寺 - 田主丸中央 - 吉井営業所 - 浮羽発着所
- 20: 西鉄久留米 - 文化センター - 千本杉 - 善導寺 - 上原 - 田主丸中央 - 殖木 - 資生堂前
- 23: JR久留米駅 - 市役所前 - 六ツ門 - 西鉄久留米 - 五穀神社 - Tジョイ·ゆめタウン入口 - 東合川 - 筑水高校 - 善導寺 - 田主丸中央 - 田主丸そよ風ホール

## 車両
- 大型車はいすゞ・エルガ、日産ディーゼルUA（西工ボディ）中型車はいすゞ・エルガミオが配置されている。
- 高速車が日野・セレガ・いすゞ・ガーラが配置されている。

## 使用機器
- 運賃表示器（LCD式を使用）、カードリーダー、運賃箱はレシップ製を使用。